# Biên giới

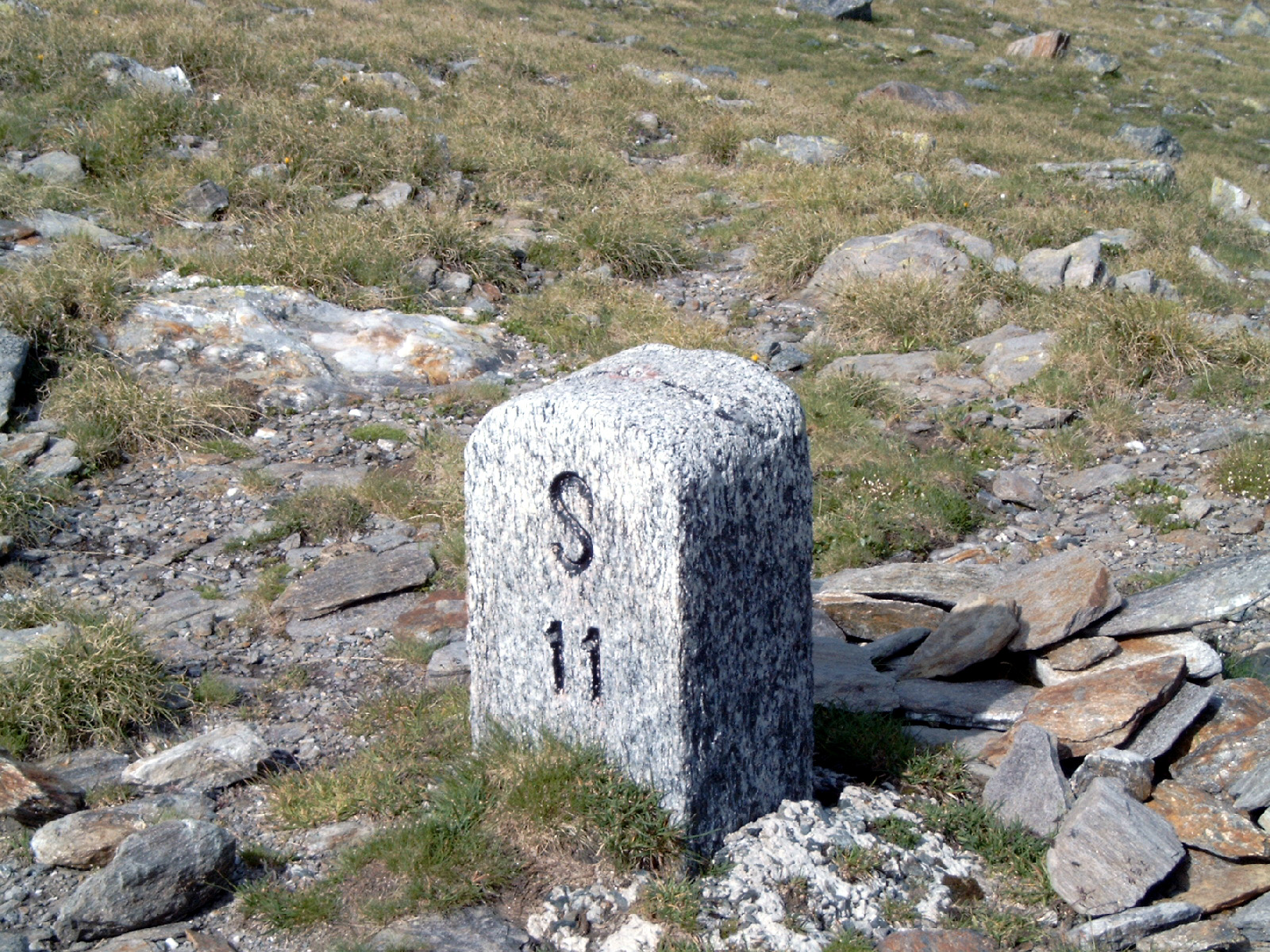
Bia đá biên giới tại Passo San Giacomo nằm giữa Val Formazza, Ý và Val Bedretto, Thụy Sĩ

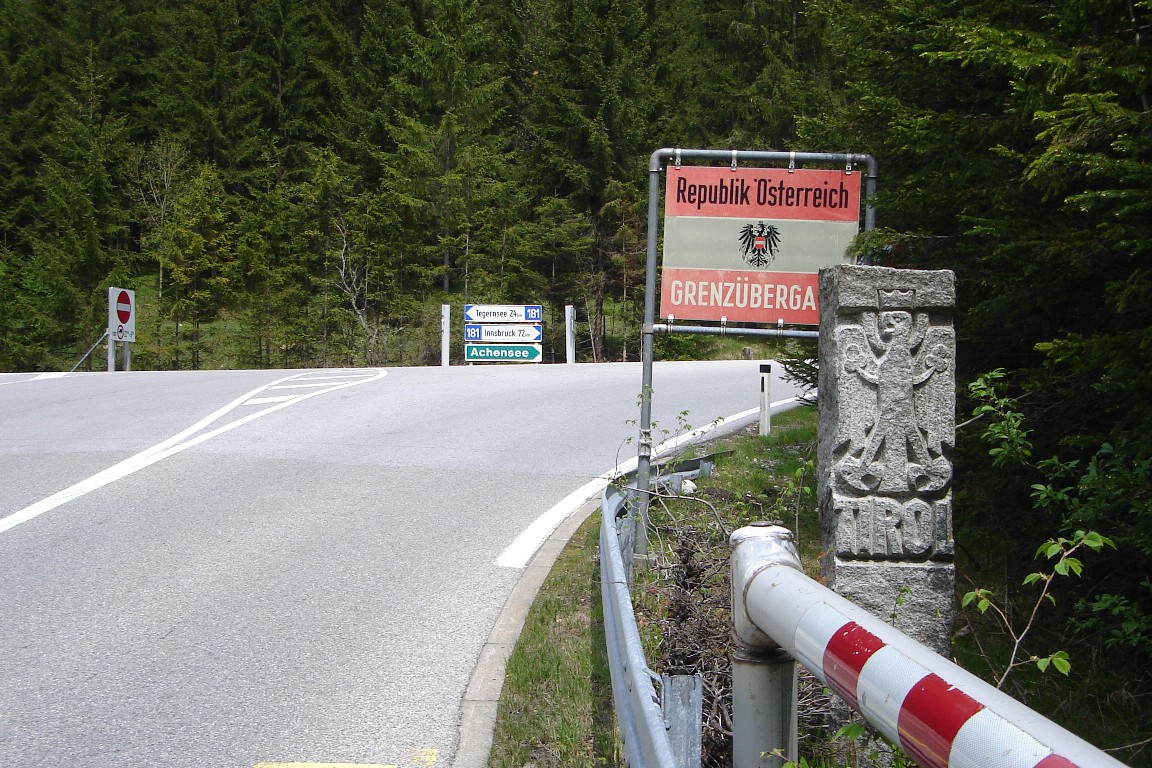
Biên giới giữa Áo và Đức tại Achenpass

Biên giới hay biên giới quốc gia là đường phân định giới hạn lãnh thổ hay lãnh hải của 1 nước với 1 nước tiếp giáp khác, hoặc với hải phận quốc tế.

## Biên giới
1 biên giới có thể là:
- Có sự đồng ý của các quốc gia trên cả hai mặt.
- Bị áp đặt bởi quốc gia ở 1 bên.
- Bị áp đặt bởi các bên thứ ba, ví dụ như hội nghị quốc tế.
- Thừa kế từ 1 cựu nhà nước, quyền lực thuộc địa hoặc lãnh thổ quý tộc.
- Được kế thừa từ 1 biên giới nội bộ cũ, chẳng hạn như trong Liên Xô cũ.
- Không bao giờ được định nghĩa chính thức.

Ngoài ra, biên giới có thể là 1 đường ngừng bắn quân sự thực tế.

## Phân loại

### Biên giới tự nhiên
Biên giới tự nhiên là các đặc điểm địa lý thể hiện những trở ngại tự nhiên đối với giao lưu và vận chuyển. Các đường biên giới chính trị hiện tại thường là sự chính thức hóa các trở ngại lịch sử, tự nhiên như vậy.

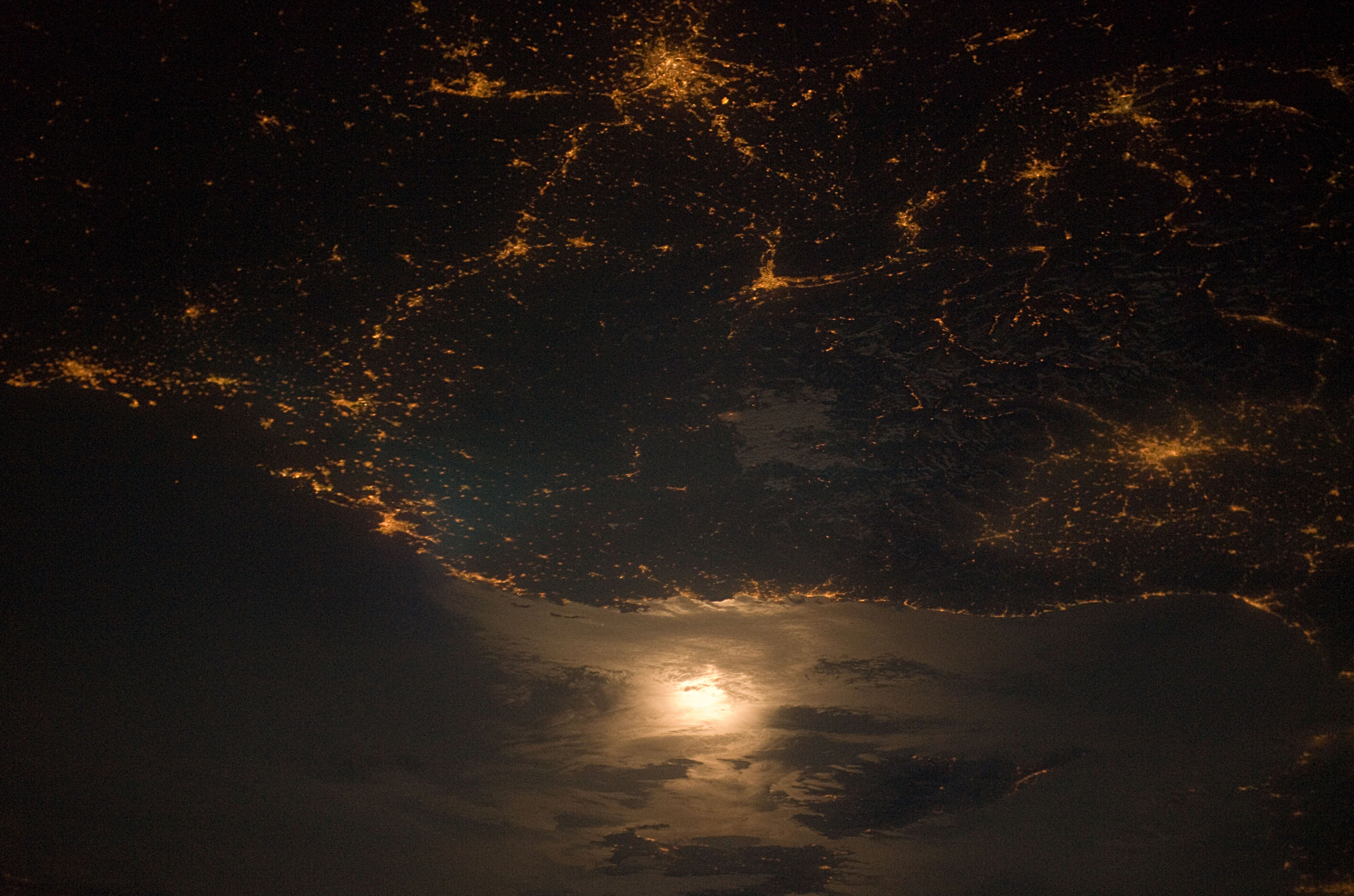
Hình ảnh của biên giới Pháp-Ý vào ban đêm. Đầu phía Tây Nam của dãy Alps tách 2 nước.

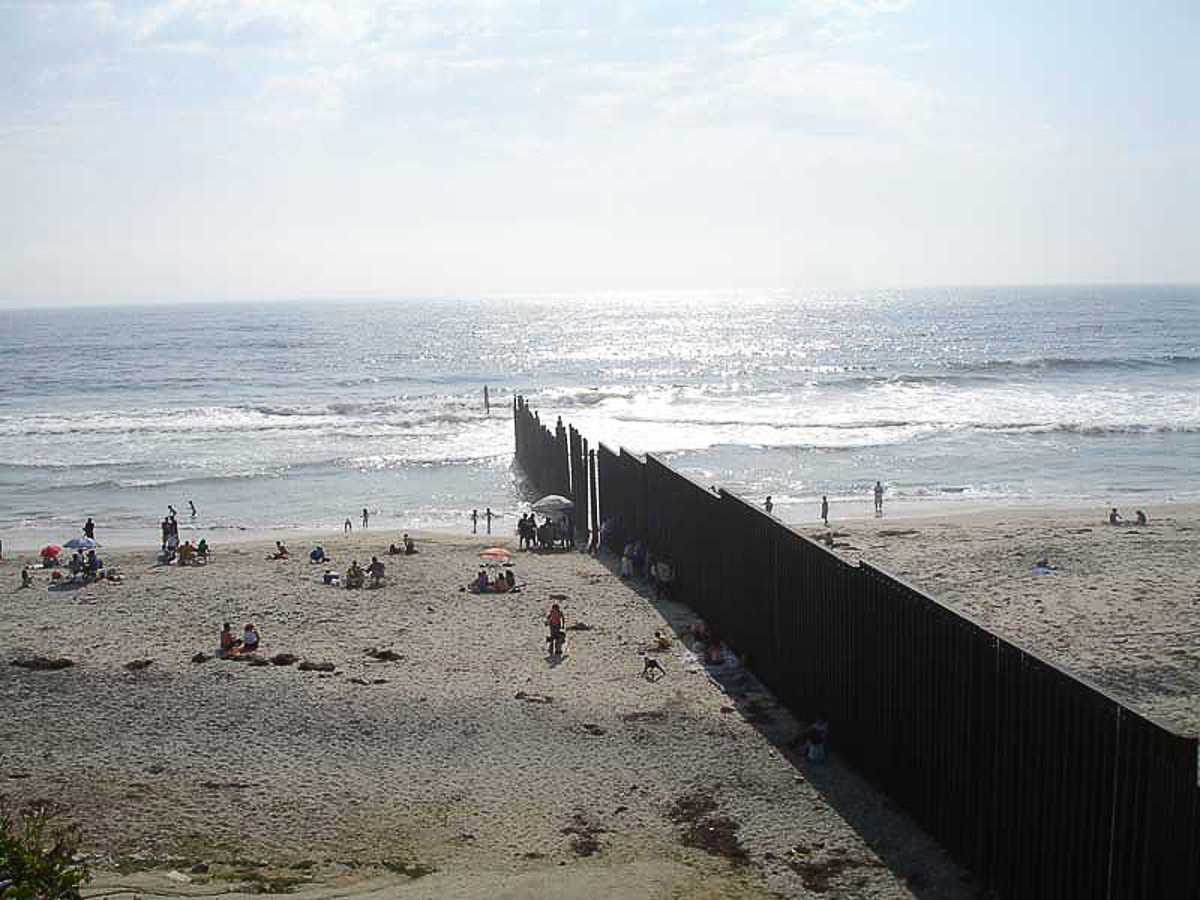
Hàng rào ngăn cách bãi biển ở biên giới giữa San Diego (Hoa Kỳ) và Tijuana (México)

Một số khả năng địa lý thường cấu thành các biên giới tự nhiên là:
- Đại dương: đại dương tạo ra biên giới tự nhiên rất tốn kém. Rất ít quốc gia trải rộng trên 1 lục địa. Chỉ có các quốc gia rất lớn và giàu tài nguyên mới có thể duy trì chi phí quản trị trên khắp đại dương trong thời gian dài hơn.
- Sông: một số biên giới quốc gia dọc theo biên giới tự nhiên được hình thành bởi các con sông. Một số ví dụ là: Sông Niagara (Canada - Mỹ), Rio Grande (México - Mỹ), sông Rhine (Pháp - Đức), sông Amur (Nga - Trung Quốc), sông Áp Lục (Trung Quốc - Triều Tiên) và sông Mekong (Thái Lan - Lào).
- Hồ: các hồ lớn tạo ra biên giới tự nhiên. Một ví dụ về biên giới tự nhiên được tạo ra bởi hồ là hồ Tanganyika giữa Cộng hòa Dân chủ Congo và Zambia trên bờ phía Tây của nó và Tanzania và Burundi ở phía Đông.
- Rừng: rừng rậm có thể tạo ra biên giới tự nhiên mạnh mẽ. Một ví dụ về biên giới rừng tự nhiên là rừng mưa Amazon, tách Brazil và Bolivia với Peru, Colombia, Venezuela và Guyana.
- Dãy núi: nghiên cứu về biên giới cho thấy núi có tác động đặc biệt mạnh mẽ như biên giới tự nhiên. Nhiều quốc gia ở châu Âu và châu Á đã có biên giới chính trị của họ được xác định dọc theo dãy núi, thường dọc theo 1 đường phân thủy.

Trong lịch sử, những tiến bộ công nghệ đã làm giảm chi phí vận chuyển và giao lưu xuyên biên giới tự nhiên. Điều đó đã làm giảm tầm quan trọng của biên giới tự nhiên theo thời gian. Kết quả là, các biên giới chính trị đã được chính thức hóa gần đây, chẳng hạn như ở châu Phi hay châu Mỹ, thường ít tuân theo biên giới tự nhiên hơn các biên giới rất cũ, chẳng hạn như biên giới ở châu Âu hay châu Á.

### Biên giới hình học
Biên giới hình học được hình thành bởi các đường thẳng (chẳng hạn như các đường vĩ độ hoặc kinh độ), hoặc thỉnh thoảng là cung, bất kể tính chất vật lý và văn hóa của khu vực. Các ranh giới chính trị như vậy thường được thấy xung quanh các nước hình thành từ các tổ chức thuộc địa, chẳng hạn như ở Bắc Mỹ, Châu Phi và Trung Đông.
Các loại biên giới:
- Biên giới đối địch - là biên giới giữa 2 quốc gia đang ở trong tình trạng đối địch, có khả năng xảy ra xung đột vũ trang.
- Biên giới hòa bình hữu nghị - là biên giới chung giữa 2 quốc gia có quan hệ thân thiện, đường biên được hoạch định trên cơ sở thương lượng, bình đẳng.

## Biên giới Việt Nam

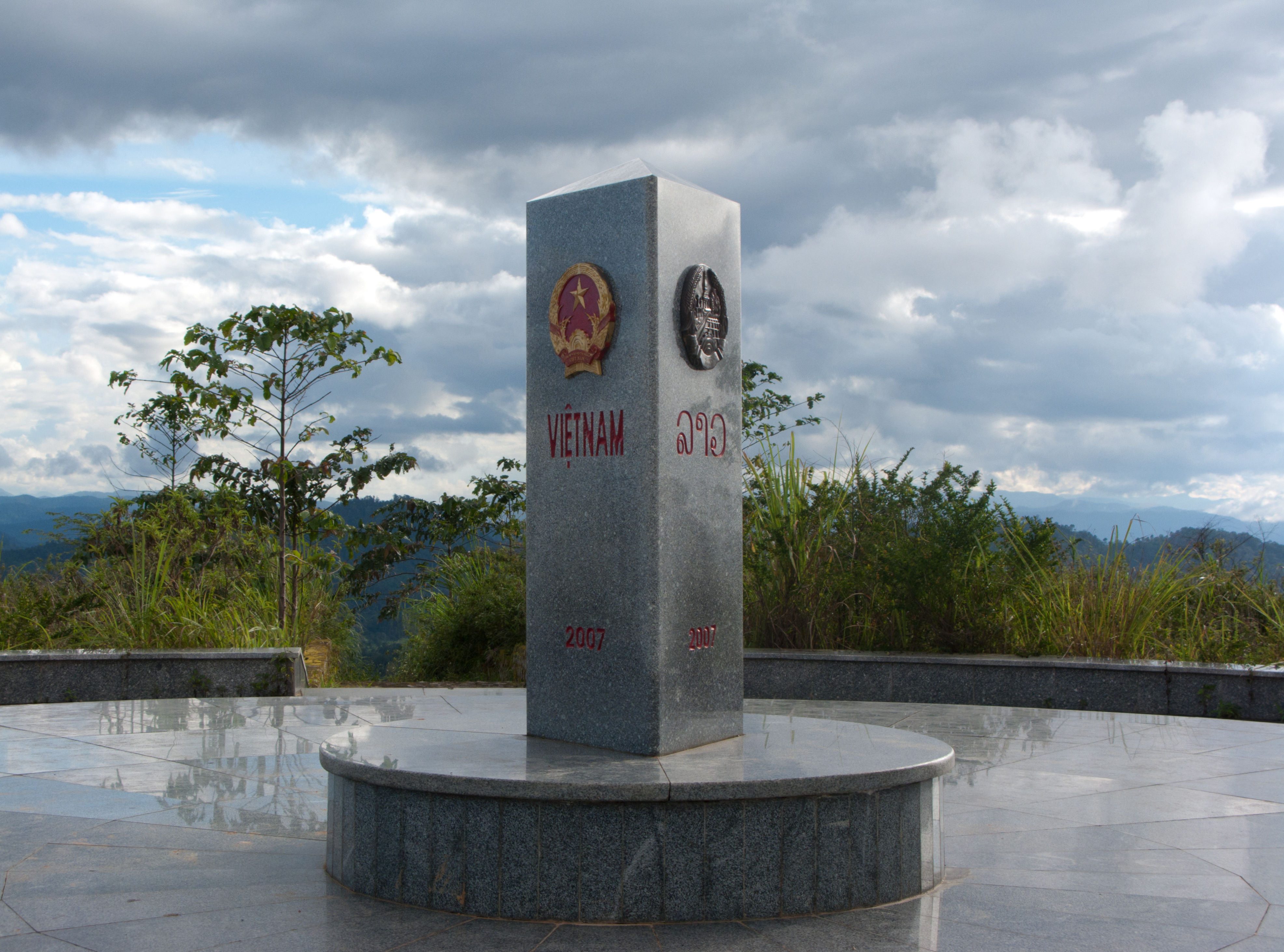
Cột mốc ngã 3 biên giới Việt Nam - Lào - Campuchia ở xã Pờ Y, huyện Ngọc Hồi, tỉnh Kon Tum.

Biên giới Việt Nam phân định lãnh thổ, lãnh hải Việt Nam với các nước khu vực chung quanh: Trung Quốc ở phía Bắc, Lào và Campuchia phía Tây, vịnh Thái Lan ở phía Nam, vịnh Bắc Bộ và Biển Đông ở phía Đông với tổng chiều dài 4.639 km trên bộ và 3.444 km bờ biển; trên biển là vùng còn tranh cãi với các nước Indonesia, Malaysia, Brunei, Philippines, Đài Loan và Trung Quốc.